# Stalybridge Celtic F.C.
Stalybridge Celtic F.C., właśc. Stalybridge Celtic Football Club – angielski klub piłkarski z siedzibą w Stalybridge.

## Historia
Klub został założony w 1909. Od 1921 do 1923 grał w Division Three. Następnie rywalizował w amatorskich rozgrywkach regionalnych, a w latach 1992–1998 i 2001–2002 występował na piątym poziomie ligowym, który w tym czasie stanowiły rozgrywki Conference National.

### Historia występów w Division Three
| Sezon   | Liga           | Grupa | Miejsce |
| ------- | -------------- | ----- | ------- |
| 1921/22 | Division Three | North | 7.      |
| 1922/23 | Division Three | North | 11.     |

## Reprezentanci kraju grający w klubie
Stan na styczeń 2025
|  | - Dominic Calvert-Lewin - Harry Maskrey - George Shaw - Frank Worthington - Greg Brown - Geoff Sleight - Jahquil Hill - Kangana Ndiwa - Scott Wara - Sean Tse - Stephen O’Halloran - Eamonn O’Keefe |  | - Charlie Turner - Jimmy Nicholson - Jamie Allen - Samuel Ayorinde - Jason Batty - Raheem Hanley - Joshua Solomon-Davies - Mohamud Ali Mohamed - George Stewart - Ron Yeats - Giosue Bellagambi - Alec Mudimu |